# The Magnetic Fields
The Magnetic Fields (benannt nach dem Buch Les Champs magnétiques von André Breton) sind eine 1990 von Sänger, Songwriter und Multiinstrumentalist Stephin Merritt gegründete US-amerikanische Band aus Boston. Obwohl ihr Musikstil so unterschiedlich ist wie Merritts Songwriting, wird die Band vorrangig den Genres Indie-Pop und Synth Pop zugeordnet. Sie verarbeitet jedoch auch Elemente aus Richtungen wie Rock, Folk oder Kammermusik.
Zu Beginn ihrer Karriere war ihre Musik besonders durch die Benutzung von Synthesizern durch Merritt und Gesang von Susan Anway gekennzeichnet, bald darauf sang Merritt auch selbst. Später wurde die Band traditioneller und besteht seitdem aus Merritt, Claudia Gonson, Sam Davol, John Woo und wird gelegentlich durch Gesang von Shirley Simms unterstützt. Die Band ist sehr geprägt durch Merritts Texte, die oft von Liebe handeln; manchmal ironisch, bitter und humorvoll. Ihr bekanntestes Werk ist das 1999 veröffentlichte, dreiteilige Konzeptalbum 69 Love Songs, gefolgt von den Alben i (2004), Distortion (2008) and Realism (2010).

## Geschichte
Die Band begann als ein Studio-Projekt von Stephin Merritt (* 1965) unter dem Namen „Buffalo Rome“, wobei er alle Instrumente spielte. Zusammen mit Claudia Gonson, mit der er schon zu Schulzeiten in seiner Band 'The Zinnias’ spielte, stellten sie eine Live-Band in Boston zusammen, wo die beiden lebten. Ihren ersten Live-Auftritt hatten sie 1991 in Cambridge (Massachusetts) vor einem kleinen Publikum, das eigentlich die Band Magnetophone (Spin-off von Galaxie 500) erwartete.
Das 1999 veröffentlichte, dreiteilige Album 69 Love Songs zeigte der Öffentlichkeit Merritts Fähigkeiten in Sachen Songwriting und das musikalische Talent der Band durch den Einsatz von zahlreichen Instrumenten wie Ukulele, Banjo, Akkordeon, Cello, Mandoline, Flöte, Xylophon und Marxophon, zusätzlich zu dem üblichen Einsatz von Synthesizern, Gitarren und Effekten. Unterstützt wurden sie von Sängern wie Shirley Simms, Dudley Klute, LD Beghtol und Claudia Gonson, die sowohl als Haupt-, wie auch als Hintergrundsänger dabei waren. Außerdem involviert waren Daniel Handler (alias Lemony Snicket) am Akkordeon auf „Asleep and Dreaming“, Ida Pearle mit der Violine auf „Luckiest Guy on the Lower East Side“ und Christopher Ewen (von Future Bible Heroes) am Theremin auf „Blue You“.
Dirk von Lowtzow (Tocotronic) hält 69 Love Songs für „eins der besten Popwerke aller Zeiten“, es gehört zu seinen „absoluten Lieblingsalben“.
Sowohl der Rolling Stone als auch der New Musical Express nahmen das knapp dreistündige Opus magnum der Band in ihre Auswahl der 500 besten Alben aller Zeiten (Platz 465 bzw. 210) auf.
Die Alben i (2004) und Distortion (2008) ähneln der Album-Struktur von 69 Love Songs; Die Songtitel auf i beginnen mit dem Buchstaben (bzw. dem Pronomen) 'i', während Distortion eine experimentelle Kombination von Noise-Musik mit dem typischen und unkonventionellen Musikstil der Gruppe waren.
Das Album Realism wurde im Januar 2010 veröffentlicht und stellt das letzte Werk von The Magnetic Fields dar, das ohne den Einsatz von Synthesizern herausgebracht wurde. Das im März 2012 erschienene Album Love at the Bottom of the Sea wurde dementsprechend wieder durch Synthesizer charakterisiert.
Peter Gabriel coverte auf dem 2010 erschienenen Studioalbum mit dem Namen Scratch My Back das Lied The Book of Love von The Magnetic Fields in einer orchestralen Fassung. Stephin Merritt coverte daraufhin auf dem im Jahr 2013 erschienenen Kompilations-Album des Folgeprojektes And I’ll Scratch Yours das Lied Not One of Us von Peter Gabriel.
2017 erschien mit dem Album 50 Song Memoir ein geistiger Nachfolger zu 69 Love Songs. Das fünfteilige Konzeptalbum umfasst 50 Songs, wobei jeder ein Lebensjahr von Merritt behandelt.
2020 veröffentlichten The Magnetic Fields als Singles The Day The Politicians Died und den mit Männlichkeitsklischees spielenden Track (I Want To Join A) Biker Gang als Vorboten zum 28 kurze Songs umfassenden Album Quickies.

## Mitglieder

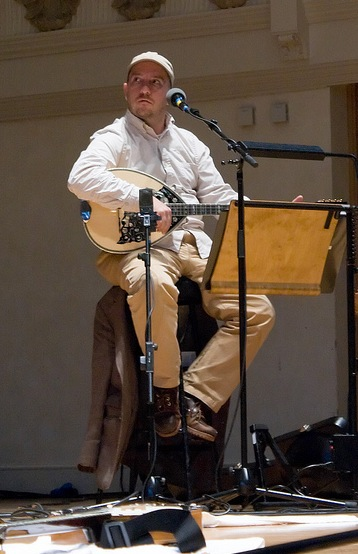
Frontmann und Songwriter Stephin Merritt

Die feste Besetzung der Band bilden Merritt, Sam Davol, Claudia Gonson, Shirley Simms und John Woo. Weitere Musiker, die temporär als Sessionmusiker zu den Magnetic Fields gehörten, sind Dudley Klute (Gesang), Randy Walker (Gesang), Ida Pearle (Violine), Pinky Weitzman (Violine), Phylene Amuso (Bass), Nell Beram (Gitarre) und LD Beghtol (Gesang, Harmonium) sowie Daniel Handler (Akkordeon, Keyboard), Chris Ewen (Theremin), Johny Blood (Flügelhorn, Tuba, Gesang), Brad Gordon (Posaune, Trompete) und Thomas Bartlett (Tasteninstrumente).

## Diskografie

### Alben
- 1991: Distant Plastic Trees (CD) (Red Flame)
- 1992: The Waayward Bus (CD/LP) (PoPuP)
- 1992: The House of Tomorrow (CD/EP) (Feel Good All Over)
- 1994: Feel Good All Over (CD/LP) (Feel Good All Over)
- 1994: The Charm of the Highway Strip (CD/LP) (Merge Records)
- 1995: Get Lost (CD/LP) (Merge Records)
- 1999: 69 Love Songs (3 CD/6 LP) (Merge Records / Domino Records)
- 2004: i (CD) (Nonesuch Records)
- 2008: Distortion (CD/LP) (Nonesuch Records)
- 2010: Realism (CD/LP) (Nonesuch Records)
- 2012: Love at the Bottom of the Sea (CD/LP) (Nonesuch Records / Merge Records)
- 2017: 50 Song Memoir (5 CD/5 LP) (Nonesuch Records)

### Singles
- 1991: 100,000 Fireflies / Old Orchard Beach (7") (Harriet Records)
- 1992: Long Vermont Roads / Alien Being / Beach-a-Boop-Boop (7") (Harriet Records)
- 1995: All the Umbrellas in London / Rats in the Garbage of the Western World (7") (Merge Records)
- 1995: Why I Cry / The Man Amplifier (7") (Motorway Records)
- 1998: I Don’t Believe You / When I’m Not Looking, You're Not There (7") (Merge Records)
- 2020: The Day The Politicians Died (Nonesuch)
- 2020: (I Want To Join A) Biker Gang (Nonesuch)

### Beiträge auf Kompilationen
- 1994: Plant White Roses (Stephin Merritt re-recording) auf 5 Rows of Teeth (Merge Records)
- 1995: Plant White Roses (Original Susan Anway recording) auf The Long Secret (Harriet Records)
- 1996: Heroes auf Crash Course for the Ravers: A Tribute to the Songs of David Bowie (Undercover Inc.)
- 1997: I Die: You Die auf Random: Gary Numan Tribute (Beggars Banquet)
- 1999: Le Tourbillon auf Pop Romantique: French Pop Classics (Emperor Norton)
- 1999: Take Ecstasy with Me auf Oh Merge (Merge Records)
- 1999: If I Were a Rich Man auf Knitting on the Roof (Knitting Factory Records)